# Evangelical Association of Reformed and Congregational Christian Churches
De Evangelical Association of Reformed and Congregational Christian Churches (Nederlands: Evangelische Vereniging van Hervormde en Congregationalistische Christelijke Kerken, EA) is een klein genootschap van conservatieve Evangelisch Protestantse gemeenten. 

## Geschiedenis
De EA is in 1998 voortgekomen uit de United Church of Christ (UCC), een gematigd congregationalistisch kerkgenootschap, uit onvrede over de liberale koers die dertig jaar eerder was ingezet. Een aantal meer behoudende gemeenten vond dat de UCC zich had afgekeerd van de Bijbelse boodschap en besloot om uit de UCC te treden en tot de oprichting te komen van de Evangelical Association of Reformed and Congregational Churches (EA). In de jaren die voorafgingen aan de oprichting van de EA waren veel conservatieve gemeenten van de UCC al actief binnen de Evangelische Biblical Witness Fellowship (BWF), een pressiegroep die streeft naar een hervorming van de UCC, maar zich altijd gekeerd heeft tegen het uittreden van gemeenten uit de UCC. 
Toen de Algemene Synode van de UCC in 2005 besloot dat mensen van het gelijke geslacht moeten kunnen trouwen, traden een relatief groot aantal kerken uit de UCC en sloten zich aan bij de EA, die daardoor in omvang haast verdubbelde. Volgens een organisatie van gelijke strekking als de BWF traden er zeker 250 gemeenten in de periode van 2005 tot 2009 uit de UCC als gevolg van de beslissing van de Algemene Synode.
Veel van de kerken die bij de EA zijn aangesloten komen voort uit de traditie van de E&R-kerken, een kerkgenootschap die in 1957 aan de basis stond van de oprichting van de UCC. Ook zijn er enkele kerken uit de traditie van de Christian Connection die zich bij de EA hebben aangesloten. Ook zijn er een aantal Afro-Amerikaanse gemeenten die zich hebben aangesloten bij de EA.

## Geloof en organisatie
Gemeenten die zich willen aansluiten bij de EA dienen de zogenaamde Statement of Faith (een beginselverklaring annex geloofsbelijdenis) te ondertekenen en dienen de theologie van de apostolische geloofsbelijdenis en de geloofsbelijdenis van Nicea-Constantinopel te onderschrijven. De EA erkent twee sacramenten: doop en avondmaal. Evenals de UCC kent de EA geen specifieke leerstellingen over de sacramenten. De gemeenten van E&R huize praktiseren soms nog weleens het vormsel. De theologie van de EA is orthodox.
De EA kent een congregationalistische structuur hetgeen betekent dat iedere gemeente volledig autonoom is en haar eigen predikant beroept. Zowel mannen als vrouwen kunnen predikant worden. De EA kent een zeer kleine nationale organisatie: de bureaucratie is tot een minimum beperkt. Aan het hoofd van de organisatie staat een president.  

## Liturgie
De EA kent geen voorgeschreven liturgieën. Iedere gemeente bepaald zelf zijn orde van dienst. Kerken met een E&R-achtergrond (Lutherse wortels) kennen over het algemeen een vrij hoogkerkelijke liturgie.